# François Libault
François Libault, seigneur de Beaulieu, écuyer, né le 18 août 1714 à Nantes et mort le 23 février 1784 à Nantes, fut maire de Nantes de 1766 à 1770. Il était négociant, conseiller-secrétaire du roi, père des pauvres du Sanitat et colonel de la milice bourgeoise. 

## Biographie
François Libault est le fils de Nicolas Libault, sieur de Beaulieu, avocat au parlement de Bretagne, échevin de Nantes, et de Marie Rozée. Il est l'arrière petit-neveu de Gratien Libault.
Gendre du négociant Pierre Portier de Lantimo, juge-consul des marchands de Nantes, il est le père de Pierre Anne Libault de La Chevasnerie, ainsi que le beau-père de Noël Richard Hay de Slade, du négociant-armateur François de Foucault de La Brosse et de Pierre-Louis Chaurand du Chaffault.